# Burrhus Frederic Skinner
Burrhus Frederic Skinner (Susquehanna Depot, Pennsilvània; 20 de març de 1904 - Cambridge, Massachusetts; 18 d'agost de 1990) va ser un psicòleg estatunidenc i és un dels principals exponents del conductisme, en concret del conductisme radical, que per mitjà de l'estudi de les tècniques de modificació de la conducta, pretenia la unificació del conductisme animal amb el conductisme humà, és a dir, tant éssers humans com animals tenen les mateixes lleis o normes a l'hora de desenvolupar les seues conductes. Va escriure multitud de treballs controvertits en els quals proposava l'ús de tècniques psicològiques per a la modificació de conducta, principalment el condicionament operant, per a millorar la societat i incrementar la felicitat humana, com una forma d'enginyeria social.

## Biografia
Skinner va néixer a Susquehanna, Pennsilvània, Estats Units fill de Grace i William Skinner, un advocat. Es va fer ateu després que un professor cristià tractés de calmar la seva por a l'infern, que la seva àvia l'hi havia descrit. El seu germà Edward, dos anys i mig més jove, va morir amb setze anys a causa d'una hemorràgia cerebral. Va formar part del Hamilton College a Nova York amb la intenció de convertir-se en escriptor. Després de graduar-se, Skinner va passar un any a Greenwich Village intentant formar-se com a escriptor de ficció, però es va desil·lusionar amb les seves habilitats literàries. Va pensar que tenia poca experiència i que l'hi faltava una forta perspectiva personal amb la qual escriure. Durant aquest període, el qual va anomenar més tard "l'any obscur", va llegir An Outline of Philosophy, de Bertrand Russell, en el qual Russell discutia la filosofia conductista dels psicòlegs, especialment de John B. Watson.
Després del seu frustrat intent com a escriptor, Skinner va començar a interessar pels comportaments i accions de les persones, el que el va portar a estudiar Psicologia a la Universitat Harvard (que en aquell moment no era una institució a la avantguarda de la psicologia), es va graduar i doctorar el 1931. Va arribar a formar d'aquesta institució com a investigador el 1936, i més tard, va desenvolupar la seva activitat docent a la Universitat de Minnesota i després a la d'Indiana, per després tornar a Harvard com a professor el 1948, on exerciria la resta de la seva vida.
El 1948 escriu el llibre Walden Dos, on descrivia una comunitat utòpica que assolia un alt nivell de desenvolupament social i personal gràcies a l'aplicació dels principis del condicionament operant. En aquella època, es considerava ciència-ficció ja que llavors no existien mètodes basats en la ciència per alterar el comportament de les persones.
Skinner va ser objecte de molts premis durant la seva vida. El 1968, va rebre la Medalla Nacional de Ciència pel president Lyndon B. Johnson. Tres anys després, va ser premiat amb la Medalla d'Or de la Fundació Psicològica Americana, i el 1972, se li va concedir el premi d'Humanista de l'any de la American Humanist Association. Després de vuit dies de la seva mort, va rebre la primera menció per una vida contribuint a la psicologia per l'American Psychological Association.

## Conductisme

### La superstició del colom
La superstició del colom és un experiment ja clàssic de Skinner que va ser realitzat el 1948. En aquest experiment van participar vuit coloms afamats, que van ser introduïts en l'anomenada caixa de Skinner. En aquesta els coloms disposaven de menjar amb intervals regulars amb independència de la resposta que emetessin. No obstant això, en aquest experiment es va observar un condicionament evident en tots els coloms.
Un aspecte important d'aquest experiment van ser les respostes condicionades que van adoptar els coloms. Per exemple, un dels coloms va aprendre a donar voltes en sentit contrari a les agulles del rellotge al voltant de la caixa, un altre colom donava cops de cap a una de les cantonades superiors d'una forma molt característica i un tercer subjecte va desenvolupar la resposta de sacsejar el cap.
Cada colom va desenvolupar una resposta pròpia, idiosincràtica. Tant va ser així que feia la impressió que els coloms es comportaven d'aquesta manera tan particular perquè creien que la seva conducta provocaria l'aparició de menjar. Res més lluny de la realitat. Per aquest motiu és pel que a aquest comportament se'l va denominar supersticiós.
L'explicació que va oferir Skinner sobre aquest fenomen apel·lava al reforç rebut: va entendre que qualsevol que fos la resposta que el subjecte acabava de realitzar just abans de l'administració del menjar (el reforç) resultaria reforçada per la recompensa. D'altra manera, de les múltiples respostes que els coloms van emetre abans de la presentació del menjar, la que va resultar, casualment, contigua a la recompensa, seria reforçada. A partir d'aquí cada colom va realitzar la seva resposta particular (idiosincràtica). És important advertir que aquest procediment no és, rigorosament, un procediment de condicionament operant. És un procediment de condicionament clàssic. La literatura científica ofereix experiments en els quals els resultats conviden a qüestionar la conclusió que va obtenir Skinner. D'una part s'ha trobat que, en un procediment com l'utilitzat per Skinner es generen patrons relativament específics de comportament que estan en funció de la proximitat al reforçador i de l'espècie animal utilitzada en l'experiment. En particular, alguns investigadors han observat que tots els coloms desenvolupen respostes idèntiques, és a dir, no idiosincràtiques. No obstant això, també és possible trobar altres resultats que donin suport a la investigació de Skinner al trobar que cada colom desenvolupa la seva pròpia conducta distintiva.
Sigui com sigui, la superstició és una conducta més o menys habitual en el comportament humà. El ritual de canviar la sort d'un a les cartes és habitual. Unes poques connexions accidentals a l'atzar entre un ritual i conseqüències favorables són suficients per a establir un comportament mantingut malgrat el fet que no hi hagi reforçament causal. Aquests comportaments no tenen efecte real sobre la sort del subjecte, just com en el cas on el colom era alimentat independentment de la seva conducta.

## Teories
Va reformular la llei de l'efecte de Thorndike, donant lloc a la llei del reforç, que va servir de base per a tots els seus desenvolupaments posteriors, i que afirma que si una conducta és seguida d'un reforç, és més probable que aquesta conducta es torni a produir.
Skinner, pare del condicionament operant, desenvolupà aquesta tècnica en contrast amb el condicionament clàssic. Les parts importants de la seua teoria van ser incloure dins del condicionament els conceptes de: càstig, reforç positiu, reforç negatiu, i el seu efecte conductual.
Els seus experiments més coneguts van ser realitzats amb coloms, i consistien a donar aliment als coloms per mitjà d'un mecanisme automàtic que s'obria aleatòriament sense tenir en compte el comportament dels mateixos. No obstant això, els coloms associaven la donació d'aliment amb una determinada conducta que tenien quan s'obria l'aparell. Així, els coloms arribaren a realitzar determinades formes de volar que eren repetides pensant que així obtindrien l'aliment i recordant els rituals que fem els éssers humans esperant així obtindre bona sort o un determinat premi. Posteriorment, el condicionament operant ha sigut utilitzat en experiments amb rates en laberints i ha pogut explicar la causa de molts comportaments, així com desenvolupar teràpies efectives per al seu guariment.
A principis dels anys 60, va mantenir una important polèmica amb el lingüista Noam Chomsky al voltant de la qüestió del desenvolupament psicològic del llenguatge. Mentre Skinner sostenia que l'aprenentatge de la parla es produeix mitjançant la llei del reforç, Chomsky defensava l'existència d'estructures innates que faciliten aquest aprenentatge. Les teories de Skinner van sortir malparades de la polèmica. Aquest fet va ser una de les fites que van marcar el final del conductisme com a paradigma dominant dins la psicologia en favor de la psicologia cognitiva.